# 臺北市政府捷運工程局

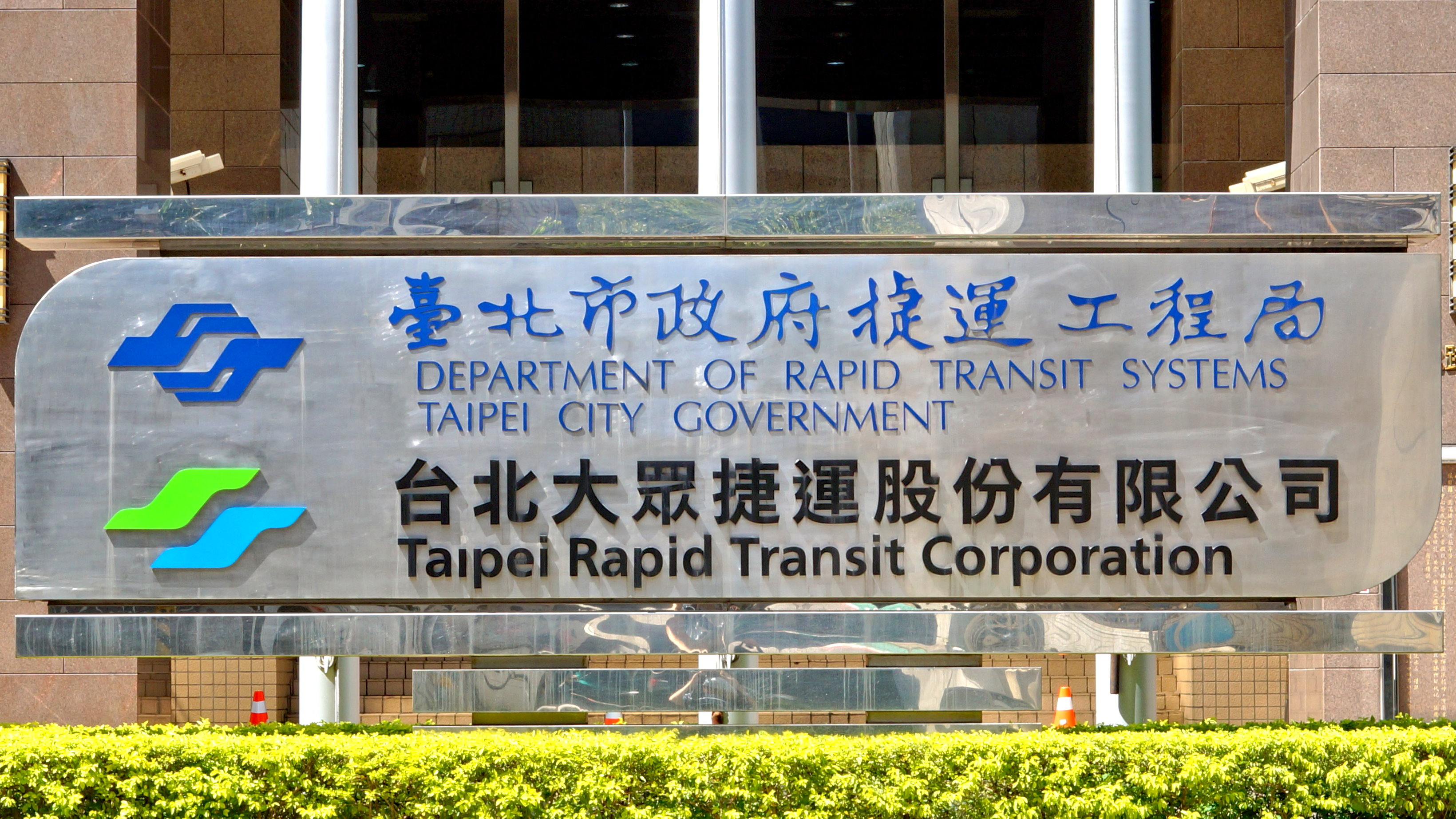
臺北市捷運局與臺北捷運公司總部標示牌

臺北市政府捷運工程局（簡稱臺北市捷運局或北捷局）是臺北捷運的規劃與建設機構，隸屬於臺北市政府之下。臺北捷運採取興建與管理分由兩個機構的方式負責，分別為負責規劃與建設的臺北市政府捷運工程局、以及負責營運的臺北捷運公司。
捷運局與捷運公司總部位於臺北市中山北路二段48巷「捷運行政大樓」合署辦公。1987年2月23日成立時為任務編組機關，2018年6月1日配合《派用人員派用條例》廢止而改制為任用機關。

## 組織架構

### 局本部
- 局長（1人，比照簡任第十三職等）
  - 副局長（2人，簡任第十一職等）
  - 總工程司（1人，簡任第十職等至第十一職等）
  - 主任秘書（1人，簡任第十職等）
  - 副總工程司（3人，簡任第十職等）
  - 專門委員（2人，簡任第十職等）
  - 簡任技正（1人，簡任第十職等）
  - 處長（6人，薦任第九職等至簡任第十職等）
  - 主任（1人，薦任第九職等至簡任第十職等）
    - 主任（1人，薦任第九職等）
    - 秘書（2人，薦任第八職等至簡任第十職等）
    - 副處長（6人，薦任第八職等至簡任第十職等）
    - 副主任（1人，薦任第八職等至第九職等）
    - 技正（2人，薦任第八職等至第九職等）
    - 正工程司（49人，薦任第八職等至第九職等）（內16人得列簡任）
    - 專員（7人，薦任第八職等至第九職等）
    - 課長（7(27)人，薦任第八職等）
    - 副工程司（79人，薦任第七職等至第八職等）
    - 高級分析師（3人，薦任第六職等至第八職等）
    - 分析師（4人，薦任第七職等）
    - 幫工程司（111人，薦任第六職等至第七職等）
    - 管理師（3人，委任第五職等或薦任第六職等至第七職等）
    - 工程員（45人，委任第五職等或薦任第六職等至第七職等）
    - 課員（41人，委任第五職等或薦任第六職等至第七職等）
      - 助理管理師（2人，委任第四職等至第五職等）
      - 助理員（7人，委任第四職等至第五職等）
      - 助理工程員（5人，委任第三職等至第五職等）
      - 辦事員（17人，委任第三職等至第五職等）
      - 書記（4人，委任第一職等至第三職等）

業務單位
- 綜合規劃處：掌理捷運系統路網規劃、路線工程規劃、環境影響評估、用地規劃、用地取得及補償、其他運輸系統、營運規劃、都市計畫、交通維持計畫、公共設施之配合規劃、初履勘及財務計畫之研擬等事項。
- 土木建築設計處：掌理有關工程之調查、測量、鑽探、路線、廠站、軌道等之土木、建築 、景觀、水電環控、電梯、電扶梯等之規劃、設計、材料規格、施工規劃、施工計畫、概算編擬、價值工程及毗鄰捷運設施之建照會審等事項。
- 機電系統設計處：掌理車輛設備、廠房設施、電力供需、號誌電訊之規劃、設計、採購、系統整合及概算編擬等事項。
- 工務管理處：掌理工程之發包策略、契約規範、計畫管控、施工管理、工程預算及進度管控、工程採購監辦、安衛防災、風險管理、品質保證、品質稽查及材料試驗等事項。
- 聯合開發處：掌理土地開發基地規劃及評選、效益評估、細部計畫、研訂開發計畫、建築設計、土地開發基金管理、權益分配、投資管理、公有不動產出售 及其他經營管理等事項。
- 技術發展處：掌理捷運技術知識管理、應用推廣、訓練發展、捷運圖書資料管理、資訊科技之運用、資訊系統之規劃、開發及資訊設備之管理維護等事項。
- 資產及財務管理室：掌理捷運財務規劃、調度、管理、工程保險、理財管理、捷運固定資產重置基金管理、捷運系統建設基金管理、捷運資產管理、公有不動產出租及出納等事項。

事務單位
- 秘書室：掌理文書、檔案、總務、財產之管理與法制、公關、研考等業務及不屬於其他各單位事項。
- 人事室：辦理人事管理事項。
- 政風室：辦理政風事項。
- 會計室：辦理歲計、會計事項及統計事項。

下轄工程單位
- 第一區工程處：負責萬大線第一期（新北市區段）、新莊機廠、桃園機場線（三重至臺北段）、土城線延伸頂埔段、環狀線北環段等工程。
- 第二區工程處：負責萬大線第一期（臺北市區段）、萬大線第二期、信義線東延段、環狀線南環段、環狀線北機廠、及臺中捷運等工程。
- 機電系統工程處：負責各線工程之車輛、號誌、供電、通訊、電扶梯、自動收費系統、機廠設備。

## 局徽涵義
由於捷運系統對交通改善與環境影響處與民眾皆有不可分的關係，而且捷運系統的精神標誌同時兼負宣導、企業識別與公關多重任務，其設計構想：
- 造型呈六角形，上下兩半互為依扶，隱含兩儀六合混元一體瀰漫宇內之意。
- 二「人」字圖案，作雙向奔馳，乃人來人往之意，並代表捷運系統提供民眾運輸之效能。
- 外型有如鳥之飛翔，有捷如飛之意。
- 藍、白兩色，顯示沉靜、清潔與速捷。
- 為保持標誌的完整，力求簡潔醒目，與其所代表的「臺北捷運系統」二者合一，不加繪任何文字。

## 捷運建設

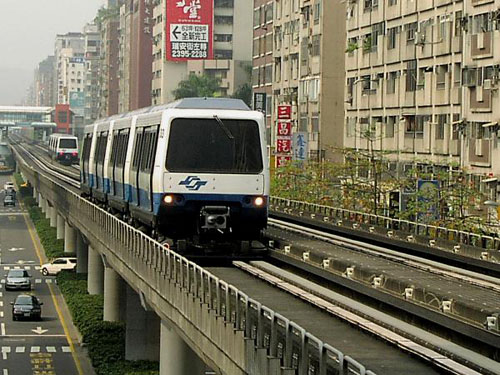
木柵線，是臺北捷運最早興建的中運量系統

台北市府捷運工程局擔任並負責多項捷運建設，包含以下三種：
地方主管機關之捷運路線：文湖線（木柵線、內湖線）、淡水信義線（淡水線、信義線、信義線東延段）、松山新店線（松山線、小南門線、新店線）、中和新蘆線（中和線、新莊線、蘆洲線）、板南線（南港線東延段、南港線、板橋線、土城線、土城線延伸頂埔段）、環狀線（北環段、南環段、東環段）、萬大中和樹林線（萬大線）、民生汐止線民生分段。以上各線段，皆由台北市府捷運局擔任地方主管機關，也揭露各線段屬於台北捷運系統。僅民生汐止線全線由新北市政府捷運工程局擔任地方主管機關以外，其餘各線之全線地方主管機關由台北市政府捷運工程局擔任。
地方建設主管機關之捷運路線：環狀線（第一階段）、萬大中和樹林線（樹林線）。該兩線段由台北市府捷運局擔任地方建設主管機關，並在規劃書中揭露屬於台北捷運系統。
受其他機關委託：桃園機場捷運（三重－台北車站段，受交通部鐵道局委託，屬於桃園機場聯外捷運系統或桃園捷運系統）、臺中捷運烏日文心北屯線（受台中市府委託，屬於臺中捷運系統）、三鶯線（受新北市府委託協助規劃，並於新北市府捷運局成立後改由自行興建，屬於新北捷運系統，然規劃書仍載為台北捷運系統）。

## 歷任局長
| 任別 | 姓名   | 就任時間          | 備註                                             |
| ---- | ------ | ----------------- | ------------------------------------------------ |
| 1    | 齊寶錚 | 1987.02 - 1992.06 | 臺灣捷運之父，創立臺北都會區大眾捷運系統初期計畫 |
| 2    | 賴世聲 | 1992.06 - 1993.10 |                                                  |
| 3    | 廖慶隆 | 1993.10 - 1993.12 |                                                  |
| 4    | 鄧乃光 | 1994.01 - 1995.11 | 代理                                             |
| 5    | 林陵三 | 1995.11 - 1999.07 |                                                  |
| 6    | 江耀宗 | 1999.07 - 2000.05 |                                                  |
| 7    | 范良銹 | 2001.02 - 2004.08 |                                                  |
| 8    | 常岐德 | 2004.08 - 2009.08 |                                                  |
| 9    | 陳椿亮 | 2009.08 - 2013.02 |                                                  |
| 10   | 蔡輝昇 | 2013.02 - 2014.12 |                                                  |
| 11   | 周禮良 | 2015.01 - 2016.04 |                                                  |
| 12   | 張澤雄 | 2016.07 - 2022.12 |                                                  |
| 13   | 鄭德發 | 2022.12 -         | 現任                                             |

## 組織變革
行政院於1986年核定臺北捷運路網，並責成臺北市政府成立捷運工程局負責臺北都會區捷運系統規劃及興建。1986年6月27日「臺北市政府捷運工程局籌備處」成立，1987年2月23日臺北市政府捷運工程局正式成立，1988年臺北捷運「六線齊發」全面動工。
臺北市政府捷運工程局成立時屬於臨時機關，多數員工依《派用人員派用條例》進用及升遷。《派用人員派用條例》在1969年4月公布施行，讓政府機關可透過學歷/經歷遴選所需專業人才，不受國家考試分發進用之限制。但2015年6月2日立法院三讀通過《公務人員任用法》第36及36條之1修正案，並廢止施行逾45年的《派用人員派用條例》；因此，臺北市政府捷運工程局必須依《公務人員任用法》36條之1規定，於《派用人員派用條例》廢止之日起三年內，修正組織法規為任用機關。
2018年6月1日，臺北市政府捷運工程局改制為任用機關。本次組織修編，該局由原7處7室整併為6處5室；所屬除機電系統工程處維持設置外，東區工程處與北區工程處整併為第一區工程處，中區工程處與南區工程處整併為第二區工程處，品保處、路權室、公共關係室併入其他單位。

## 延伸閱讀
專書：
- 台北市政府捷運工程局 (编). . 台北市政府捷運工程局. 1992年. ISBN 957-00-0430-4 （中文（臺灣））.

期刊：
- 台北市政府捷運工程局 (编). . 台北市政府捷運工程局 （中文（臺灣））.

## 外部連結
- 臺北市政府捷運工程局 （页面存档备份，存于）（繁體中文）（英文）